# Acacia acinacea
Espèce
Classification phylogénétique
Acacia acinacea est une espèce de plantes à fleurs de la famille des Mimosaceae, ou des Fabaceae selon la classification phylogénétique. C'est un arbuste originaire d'Australie.

## Description
C'est un buisson aux branches éparses de 2 m de haut et 1,5 m de diamètre. Les phyllodes ont des formes variées et une taille généralement inférieure à 2 cm de long. De petites fleurs apparaissent au printemps. Résistant au gel jusqu'à −7 °C.